# Bueil-en-Touraine
Bueil-en-Touraine és un municipi francès, situat al departament de l'Indre i Loira i a la regió de Centre – Vall del Loira. L'any 2007 tenia 377 habitants.

## Demografia

### Població
El 2007 la població de fet de Bueil-en-Touraine era de 377 persones. Hi havia 128 famílies, de les quals 40 eren unipersonals (20 homes vivint sols i 20 dones vivint soles), 28 parelles sense fills, 48 parelles amb fills i 12 famílies monoparentals amb fills.
La població ha evolucionat segons el següent gràfic:
Habitants censats

### Habitatges
El 2007 hi havia 157 habitatges, 130 eren l'habitatge principal de la família, 16 eren segones residències i 11 estaven desocupats. 152 eren cases i 2 eren apartaments. Dels 130 habitatges principals, 104 estaven ocupats pels seus propietaris, 22 estaven llogats i ocupats pels llogaters i 4 estaven cedits a títol gratuït; 1 tenia una cambra, 15 en tenien dues, 21 en tenien tres, 41 en tenien quatre i 52 en tenien cinc o més. 94 habitatges disposaven pel capbaix d'una plaça de pàrquing. A 56 habitatges hi havia un automòbil i a 53 n'hi havia dos o més.

### Piràmide de població
La piràmide de població per edats i sexe el 2009 era:
| Homes | Edats   | Dones |
| ----- | ------- | ----- |
| 0     | 95 o +  | 0     |
| 0     | 90 a 94 | 0     |
| 0     | 85 a 89 | 0     |
| 0     | 80 a 84 | 0     |
| 12    | 75 a 79 | 16    |
| 4     | 70 a 74 | 28    |
| 16    | 65 a 69 | 20    |
| 8     | 60 a 64 | 16    |
| 0     | 55 a 59 | 8     |
| 16    | 50 a 54 | 4     |
| 8     | 45 a 49 | 16    |
| 20    | 40 a 44 | 24    |
| 12    | 35 a 39 | 8     |
| 4     | 30 a 34 | 16    |
| 8     | 25 a 29 | 12    |
| 4     | 20 a 24 | 0     |
| 12    | 15 a 19 | 8     |
| 12    | 10 a 14 | 28    |
| 28    | 5 a 9   | 20    |
| 8     | 0 a 4   | 8     |

## Economia
El 2007 la població en edat de treballar era de 222 persones, 141 eren actives i 81 eren inactives. De les 141 persones actives 137 estaven ocupades (81 homes i 56 dones) i 4 estaven aturades (1 home i 3 dones). De les 81 persones inactives 23 estaven jubilades, 12 estaven estudiant i 46 estaven classificades com a «altres inactius».

### Ingressos
El 2009 a Bueil-en-Touraine hi havia 138 unitats fiscals que integraven 318 persones, la mediana anual d'ingressos fiscals per persona era de 16.688,5 €.

### Activitats econòmiques
Dels 9 establiments que hi havia el 2007, 1 era d'una empresa extractiva, 3 d'empreses de construcció, 1 d'una empresa de comerç i reparació d'automòbils, 1 d'una empresa de transport, 1 d'una empresa de serveis, 1 d'una entitat de l'administració pública i 1 d'una empresa classificada com a «altres activitats de serveis».
Dels 3 establiments de servei als particulars que hi havia el 2009, 1 era un paleta i 2 lampisteries.
L'any 2000 a Bueil-en-Touraine hi havia 17 explotacions agrícoles que ocupaven un total de 1.020 hectàrees.

## Equipaments sanitaris i escolars
El 2009 hi havia una escola elemental integrada dins d'un grup escolar amb les comunes properes formant una escola dispersa.

## Poblacions més properes
El següent diagrama mostra les poblacions més properes.